# Przetargi w rokowaniach ugodowych
Przetargi w rokowaniach ugodowych – przetargi prowadzone w ramach rokowań mających na celu doprowadzenie do zawarcia ugody pozasądowej. Etap sporu prawnego. Termin na jego przeprowadzenie nie jest uregulowany przepisami procesowymi, przez co przetargi mogą się odbywać w każdym momencie postępowania. Najczęściej dochodzi do nich tuż przed rozpoczęciem postępowania sądowego, w celu uniknięcia kosztów procedury sądowej, a ich kontynuacja może nastąpić również po rozpoczęciu procesu. Zdecydowana większość sporów jest rozstrzygana poza postępowaniem sądowym, przez co przetargi mają większe znaczenie w rozwiązywaniu sporów niż procesy sądowe.

## Istota teorii przetargów
Gdy dochodzi do przetargu strony mogą zarówno współpracować ze sobą, jak i działać samodzielnie. Jednak wypłata wynikająca z kooperacji jest wyższa niż suma wypłat indywidualnych. Aby strona zdecydowała się na współpracę musi uzyskać przynajmniej taką kwotę jaką uzyskałaby bez współpracy i jest to określane jako wartość groźby. Natomiast suma wartości groźby obu stron to wartość niekooperacyjna gry, czyli wartość gry przy braku współpracy, a różnica między wypłatą połączoną z kooperacji a wartością niekooperacyjną gry to nadwyżka z kooperacji. Współpracujące strony muszą uzgodnić podział nadwyżki z kooperacji. Nie zawsze dochodzi do równego podziału nadwyżki, gdyż strony często dążą do realizacji własnego interesu.

## Rokowania ugodowe w sprawach cywilnych
Porozumienie zawarte w ramach ugody pozasądowej w sprawie cywilnej może zastąpić każde orzeczenie, jakie sąd wydałby w procesie. Jednak godząc się na pewne warunki bez postępowania sądowego, strony mogłyby uzyskać niejednokrotnie ten sam wynik co w procesie, za to z osiągnięciem korzyści wynikających z braku kosztów procesu sądowego. Powstałe oszczędności można podzielić między strony. W przypadku każdego procesu istnieje najczęściej rozwiązanie ugodowe, które poprawia sytuację obu stron, więc procesy są zazwyczaj nieefektywne. Istnieją jednak pewne wyjątki, np. w sytuacji gdy któraś ze stron chce nadać procesowi rozgłos lub chce stworzyć precedens. Ugoda sądowa jest zatem rozwiązaniem kooperacyjnym, a proces rozwiązaniem niekooperacyjnym. Ugoda ma bezpośredni wpływ na koszty społeczne, czyli sumę kosztów administracyjnych i kosztów błędów. W sytuacji gdy zastępuje ona oczekiwane orzeczenie sądowe, przy niższych kosztach transakcyjnych osiąga rezultat spodziewany w procesie. Koszty administracyjne są wtedy niższe, a koszty błędów pozostają takie same, przez co ugoda obniża koszty społeczne. Prawo powinno zatem zachęcać do zawierania ugód, prowadząc tym samym do uzyskiwania tych samych rezultatów przy jednoczesnym ograniczaniu kosztów społecznych. Można zatem stwierdzić, że wartość rozsądnej ugody jest równa wysokości oczekiwanego orzeczenia w procesie gdy powód i pozwany mają takie same oczekiwania co do procesu, oraz gdy powód i pozwany ponoszą takie same koszty transakcyjne. Natomiast rozbieżne oczekiwania, idące w stronę względnego optymizmu, mogą być przyczyną wszczynania procesów. Jednak do niepotrzebnych procesów może dojść również między stronami, które nie są nastawione optymistycznie, a dochodzi do nich przez strategiczną naturę przetargów.